# Schnell ermittelt
Schnell ermittelt és una sèrie de televisió criminal austríaca la producció de la qual va començar el 2007. Les 4 primeres temporades es van produir fins al 2012, i la cinquena i la sisena des del 2017. Es van produir quatre pel·lícules de televisió entre la quarta i la cinquena temporada. Des del 2009 s'emet a ORF 1.
La sisena temporada es va emetre a nivell nacional el 2018. La setena temporada de la sèrie es va rodar a Viena i els seus voltants el 2019/2020. La primera part del rodatge va tenir lloc d'agost a octubre de 2019. Aleshores es va aturar a causa de la pandèmia de COVID. Al novembre de 2021, es va anunciar que la setena temporada s'emetria per primera vegada el 2022. La primera emissió es va ajornar al gener de 2023 al setembre de 2022.

## Trama
Sèrie criminal protagonitzada per Angelika Schnell (l'actriu Ursula Strauss), una detectiu d'èxit del departament de policia de Viena. Angelika és una dona tossuda i dinàmica, mare de bessons. Els seus dies sempre estan plens de compromisos i d'intricats casos d'assassinat, que resol gràcies a la seva habilitat, la seva forta intuïció i també gràcies al seu exmarit, anatomopatòleg i fidel col·laborador. Malgrat les provocacions entre ells, Angelika mai perd el sentit de la ironia i sobretot mai perd la concentració en el treball; sempre sap el que fa, el que vol i no deixa lloc a massa sentimentalisme.

## Repartiment
- Angelika Schnell, interpretada per Ursula Strauss. Inspectora en cap de la policia criminal de Viena, desenvolupa la seva feina guiada per la intuïció, amb poca inclinació a respectar les normes i procediments. Confia en si mateixa, té un enginy que sempre s'equilibra entre la ironia i el sarcasme, de vegades gairebé descarat. Divorciada, és mare de bessons.
- Harald Franitschek, interpretat per Wolf Bachofner. El company malhumorat de l'Angelika. En compliment de les normes, sempre està convençut que pateix alguna malaltia, que tracta amb medicina alternativa.
- Maja Landauer, interpretada per Katharina Straßer. La jove i bella assistent que ajuda els dos inspectors fent investigacions des de l'oficina. Amb un caràcter alegre, és molt directa.
- Stefan Schnell, interpretat per Andreas Lust. L'exmarit i forense d'Angelika. És un apassionat de la música country.
- Kathrin Schnell, interpretada per Fiona Hauser, filla d'Angelika i Stefan i bessona de Jan.
- Jan Schnell, interpretat per Simon Morzé, fill d'Angelika i Stefan i bessó de Kathrin.
- Fritz, interpretat per Helmut La. El gerent del quiosc de menjar xinès on sol passar l'equip.
- Kemal Öztürk, interpretat per Morteza Tavakoli. Tècnic informàtic d'origen turc al servei de l'equip criminal.

## Títol
El nom original de l'obra Schnell ermittelt (joc de paraules que pot significar Detectat ràpidament o Schnell investiga) juga amb el cognom de la protagonista, Angelika Schnell. Quan es va proposar la sèrie a un públic de parla no alemanya, el títol internacional escollit va ser Fast Forward, mentre que el nom de la protagonista es va canviar per Angelika Fast, per mantenir d'alguna manera una referència entre títol i cognom. A la localització italiana es va utilitzar el títol internacional, però es va preferir mantenir el cognom original Schnell per a l'inspectora en cap i la seva família. En castellà se la coneix com a Intuición criminal.